# Shenzhen Nikko Tower
Shenzhen Nikko Tower é um arranha-céus de 310 metros em  Nanshan, na cidade de Shenzhen, China, cuja construção começou em 2006. O Shenzhen Nikko Tower terá, quando estiver concluído, 68 andares e uma área de 170,000 m².